# Pyrofomes fulvoumbrinus
Pyrofomes fulvoumbrinus är en svampart som först beskrevs av Giacopo Bresàdola, och fick sitt nu gällande namn av A. David & Rajchenb. 1985. Pyrofomes fulvoumbrinus ingår i släktet Pyrofomes och familjen Polyporaceae.   Inga underarter finns listade i Catalogue of Life.